# Mont Adatara
Le mont Adatara (安達太良山, Adatara-yama) est un volcan complexe du Japon situé dans la préfecture de Fukushima, sur l'île de Honshū. Son point culminant est le mont Minowa à 1 728 mètres d'altitude. Sa faune et sa flore sont protégées par le gouvernement japonais du fait de son intégration au parc national de Bandai-Asahi depuis 1950. Dans ses immédiats environs, l'activité touristique se développe grâce à l'exploitation de trois stations de sports d'hiver et de nombreuses stations thermales. Il est inscrit sur la liste des 100 montagnes célèbres du Japon.

## Toponymie
Diverses théories existent quant à l'origine du nom du mont Adatara aussi connu sous le nom de mont Atatara. L'une d'elles fait référence à un poème du Man'yōshū, une anthologie de poésie japonaise du VIIIe siècle, qui évoque la montagne. Une autre affirme que le nom de la montagne dérive du patronyme d'un châtelain installé dans le nord de l'ancienne province d'Iwashiro : Adachi Tarō,,. Une troisième soutient que le toponyme est une allusion à un ancien moyen de production de fer appelé « tatara » et utilisé dans le district d'Adachi de la province d'Iwashiro.

## Géographie

### Situation
Le mont Adatara est situé sur l'île de Honshū, au Japon, dans la partie Nord de la préfecture de Fukushima, environ 220 km au nord-est de l'agglomération de Tokyo. Son versant est s'étale, du nord au sud, sur les villes de Fukushima (limite sud-ouest) et Nihonmatsu (nord-ouest), et le nord-ouest du village d'Ōtama. Son versant sud-ouest s'étend dans le Nord de Kōriyama, sa face ouest dans le bourg d'Inawashiro, 10 km au nord-est du lac Inawashiro,.
Ce volcan appartient au parc national de Bandai-Asahi, dans la région sud des monts Ōu. Il émerge au pied des monts Azuma (col de Tsuchiyu), environ 20 km à l'ouest du mont Bandai.

### Topographie

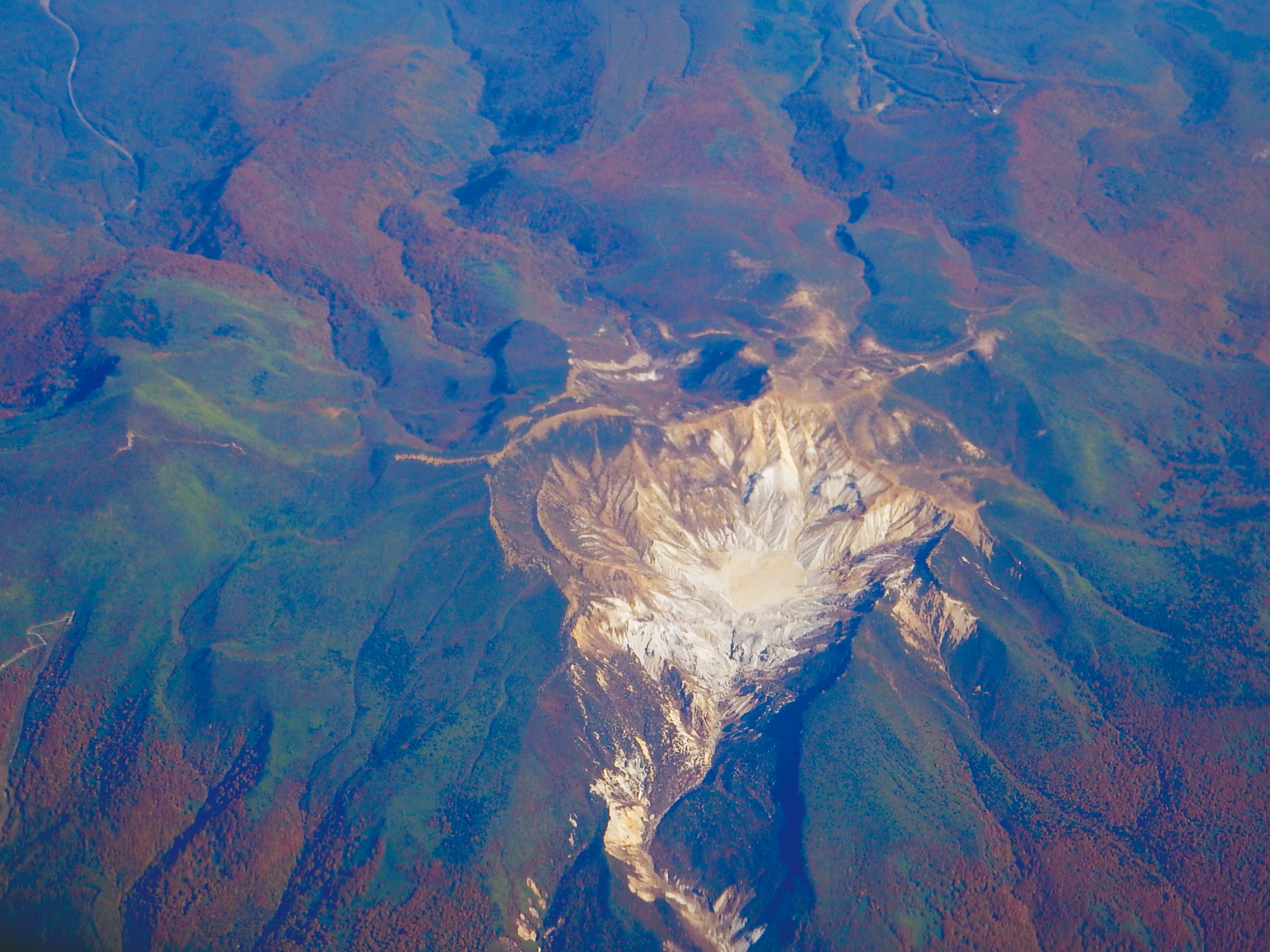
Vue aérienne du mont Adatara.

Le mont Adatara est un volcan complexe de la ceinture de feu du Pacifique sur l'arc volcanique Nord-Est du Japon dans le sud de la région de Tōhoku. Il s'étale sur 15 km du nord au sud et 12 km d'est en ouest, et se compose de plusieurs stratovolcans, de cônes volcaniques, de dômes de lave et d'un cratère sommital,.
Du sud au nord, les principaux volcans composites du mont Adatara sont les monts Mae (1 340 m), Oshō (1 601 m), Tetsu (1 709 m) et Minowa (1 728 m), point culminant de l'ensemble volcanique qui comprend aussi le mont Yakushi (1 322 m), un dôme de lave, les volcans monogéniques Adatara (1 700 m), Komori (1 540 m) et Kimen (1 482 m),.
Le cratère sommital, un cratère d'explosion appelé Numanodaira, est celui du mont Tetsu. Il a une profondeur d'environ 250 m, et s'étend sur 1,2 km d'est en ouest, et 600 m du nord au sud,. Sur sa face ouest, une coulée de lave figée brise sa géométrie circulaire originelle et l'étire en forme de fer à cheval. Sur sa ligne de crête, s'alignent les sommets des monts Tetsu, Yahazumori (1 673 m) et Funamyōjin (1 667 m). Sa partie centrale contient un lac de cratère.

### Géologie
Le mont Adatara est un volcan complexe dont les éruptions majoritairement explosives le classent comme un volcan gris. Il est essentiellement composé de roches magmatiques et plus particulièrement d'andésite, de basalte et de dacite,. Sa base est constituée de roches volcaniques datant du Néogène et de roches sédimentaires.

## Histoire

### Histoire éruptive
L'activité volcanique du mont Adatara débute il y a environ 550 000 ans avec la formation des monts Mae et Kimen. Durant une deuxième phase d'activité, qui débute il y a 350 000 ans et dure quelques dizaines de milliers d'années, le mont Oshō émerge. Au cours d'une troisième phase (250 000 - 200 000 ans), se forment les monts Yakushi, Yahazumori, Minowa, Tetsu et Adatara. Après une période d'inactivité, le mont Adatara entre de nouveau en éruption il y a 120 000 ans. Sa dernière émission de lave remonte à 2 400 ans,.
L'Agence météorologique du Japon, se conformant à des normes internationales depuis 2003, considère qu'un volcan est actif s'il est entré en éruption au cours de l'Holocène, soit depuis les 10 000 dernières années environ. Par conséquent, elle classe le mont Adatara dans sa liste des volcans actifs du Japon.

### Histoire humaine
Le 27 juillet 1900, une explosion de vapeur dans le cratère Numanodaira engendre des lahars et une forte émanation de soufre. 72 personnes travaillant dans une mine de soufre sont tuées et dix autres sont blessées. Le versant ouest du cratère sommital s'effondre ; l'eau qui se répand donne naissance à la rivière Iō,.
Le 15 septembre 1997, quatre alpinistes, surpris par une soudaine tombée de brouillard, s'égarent dans le cratère. Ils meurent asphyxiés par des vapeurs de soufre,.

## Activités

### Randonnée

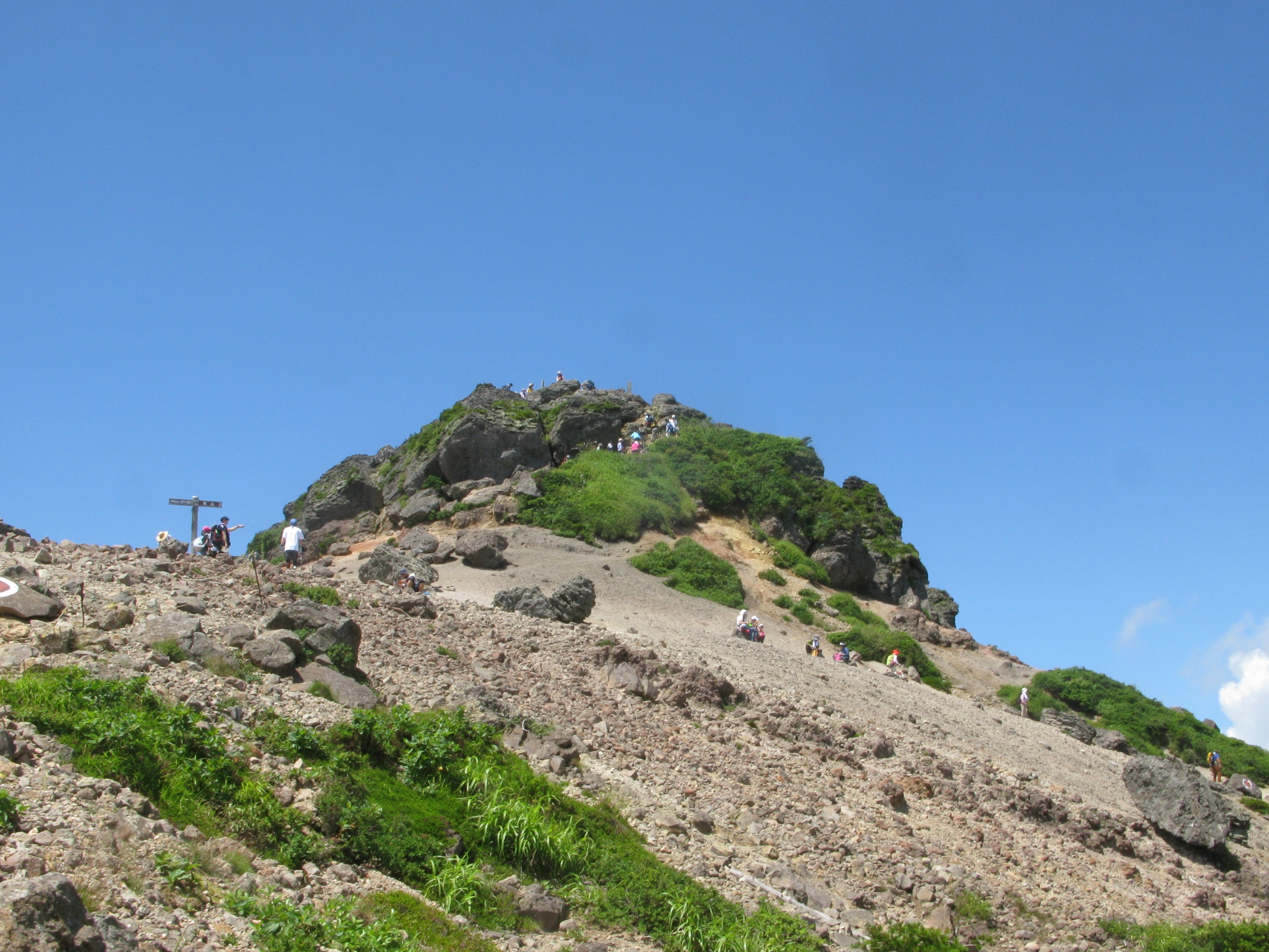
Sommet du mont Adatara.

La voie d'accès traditionnelle au sommet du mont Adatara est celle de la face est. Elle débute au pied de la station de ski Adatara Kōgen, un endroit appelé Okudake au nord-ouest de Nihonmatsu, et s'étend sur 6 km en passant par le mont Yakushi. Un téléphérique permet de parcourir en dix minutes la distance d'environ 1,5 km (400 m de dénivelé) qui sépare la station de ski (altitude 950 m) du sommet du mont Yakushi (altitude 1 322 m). La cime du mont Adatara est aussi accessible par sa face nord, le long de la face nord-est du mont Tetsu, via le haut plateau Seishidaira (altitude 1 300 m) et le refuge Kurogane,.
Depuis 1997, le cratère Numanodaira, le sentier de randonnée le long de sa crête notamment, est interdit d'accès du fait de la persistance de fumerolles riches en sulfure d'hydrogène, un gaz dont l'inhalation peut provoquer la mort,.

### Sports d'hiver
Trois stations de sports d'hiver accueillent chaque année de nombreux touristes. La station de ski de Numajiri, au pied du versant occidental du mont Adatara, est ouverte de décembre à mars et dispose de treize pistes skiables. La station Minowa, sur les pentes nord-ouest du mont Minowa, offre, de décembre à avril, onze pistes à plus de 1 000 m d'altitude dont une de 3 120 m pour un dénivelé de 450 m. Les pentes de la station Adatara Kōgen du versant oriental du mont Adatara (950 m à 1 350 m d'altitude) s'animent de décembre à avril. La station comprend sept pistes de ski et un parc réservé au surf des neiges.

### Thermalisme
Au pied du mont Adatara, de nombreuses stations thermales exploitent des sources chaudes d'origine volcanique. Par exemple, l'eau chargée en soufre à 70 °C du Dake onsen, situé dans le nord-ouest de Nihonmatsu près de la station de ski Adatara Kōgen, provient d'une source découverte il y a plus de 1 300 ans et entretenue dans les environs du refuge Kurogane (à 8 km de la station thermale),.

### Protection environnementale
Le mont Adatara et ses environs immédiats sont protégés depuis septembre 1950 dans le parc national de Bandai-Asahi qui s'étend sur 1 863,89 km2.